# Heinrich Schwarzschild
Heinrich Schwarzschild (* 28. Februar 1803 in Frankfurt am Main; † 7. April 1878 ebenda) war ein deutscher Arzt, Publizist und Dichter. Er entstammte der alteingessenen jüdischen Kaufmannsfamilie Schwarzschild aus Frankfurt.

## Leben
Heinrich Schwarzschild war der einzige Sohn von Benedikt Hayum Schwarzschild (1760–1834) und seiner Frau Brendle geb. Falk und wurde in der Frankfurter Judengasse geboren. Die Familie Schwarzschild war eine wohlhabende und angesehene Familie und hatte eine herausgehobene Stellung innerhalb der jüdischen Gemeinde von Frankfurt.
Heinrich Schwarzschild studierte Medizin und ließ sich nach seinem Studium als Gynäkologe und Praktischer Arzt in Frankfurt nieder. Zu Beginn seiner Tätigkeit wurde Schwarzschild noch als „Judenarzt“ registriert. Zusätzlich zu seiner Arzttätigkeit übernahm Schwarzschild im Jahr 1831 eine unbesoldete Stelle im Krankenhaus „Altes israelitisches Hospital für Fremde“. Im Jahre 1857 erlangte Schwarzschild eine feste Anstellung am israelitischen Hospital in Frankfurt und wurde dort einer der Nachfolger des bekannten Frankfurter Arztes Salomon Friedrich Stiebel. Ab dem Jahre 1859 bemühte sich Schwarzschild nachhaltig um die Errichtung eines modernen jüdischen Hospitals in Frankfurt. Durch eine großzügige Spende des Frankfurter Bankiers und Mäzenen Isaac Löw Königswarter konnte in den Jahren 1873–75 ein neues Hospital gebaut werden das nach seinem Stifter Königswarter Hospital genannt wurde. Auf Grund seiner Verdienste im Zusammenhang mit der Planung und Errichtung des Hospitals wurde Schwarzschild der Titel Geheimer Sanitätsrat im Jahr 1875 verliehen. Schwarzschild war in diesem Krankenhaus, trotz seines fortschreitenden Alters, weiterhin als Arzt tätig. Im Jahre 1878 verstarb Schwarzschild. Sein Grab befindet sich auf dem alten jüdischen Friedhof am Hauptfriedhof in Frankfurt.

## Weitere Tätigkeiten
Neben seiner Tätigkeit als Arzt engagierte Schwarzschild sich auch in der Frankfurter Kommunalpolitik. In den Jahren 1848/49 war er Mitglied der verfassunggebenden Versammlung. In den Jahren 1862 und 1865/66 stand er der Gesetzgebenden Versammlung als Ersatzmann (Konstituante) zur Verfügung. 
Heinrich Schwarzschild war des Weiteren von 1840 bis 1846 Schulrat des von der jüdischen Gemeinde betriebenen Philanthropin in Frankfurt am Main.
Schwarzschild war seit 1829 Mitglied in der jüdisch geprägten Freimaurerloge Zur aufgehenden Morgenröthe. Er stand dieser Loge von 1846 bis 1849 und von 1858 bis 1861 als Meister vom Stuhl vor. 
Des Weiteren war Heinrich Schwarzschild auch als Übersetzer, Dichter und Verleger von diverser Fachpublizistik tätig.